# Olios furcatus
Olios furcatus là một loài nhện trong họ Sparassidae.
Loài này thuộc chi Olios. Olios furcatus được George Newbold Lawrence miêu tả năm 1927.